# 马秀珍
马秀珍（1963年5月—），宁夏中宁人，中华人民共和国政治人物，九三学社中央委员会常务委员，宁夏回族自治区政协副主席，第十二届、十三届全国政协委员。